# Communauté de communes de la Région de Machecoul
Die Communauté de communes de la Région de Machecoul ist ein ehemaliger französischer Gemeindeverband mit der Rechtsform einer Communauté de communes im Département Loire-Atlantique in der Region Pays de la Loire. Sie wurde am 8. Dezember 1993 gegründet und umfasste sechs Gemeinden. Der Verwaltungssitz befand sich in der Commune nouvelle Machecoul-Saint-Même.

## Historische Entwicklung
Mit Wirkung vom 1. Januar 2017 fusionierte der Gemeindeverband mit der Communauté de communes de la Loire Atlantique Méridonale und bildete so die Nachfolgeorganisation Communauté de communes Sud Retz Atlantique.

## Ehemalige Mitgliedsgemeinden
1. Machecoul-Saint-Même
2. La Marne
3. Paulx
4. Saint-Étienne-de-Mer-Morte
5. Saint-Mars-de-Coutais
6. Villeneuve-en-Retz